# NGC 3040A
NGC 3040A је спирална галаксија у сазвежђу Лав која се налази на NGC листи објеката дубоког неба.
Деклинација објекта је + 19° 25' 58" а ректасцензија 9h 53m 5,0s. Привидна величина (магнитуда) објекта NGC 3040 износи 13,4 а фотографска магнитуда 14,2. NGC 3040A је још познат и под ознакама UGC 5300, MCG 3-25-37, CGCG 92-67, NPM1G +19.0221, PGC 28479.